# P. Müller Péter
P. Müller Péter (Müller Péter, Pécs, 1956. július 11. –) irodalom- és színháztörténész, szerkesztő, kritikus, egyetemi tanár, a Pécsi Tudományegyetem (PTE) professzora. A tudományos életben 1983 óta használja a P. Müller Péter nevet.

## Életút

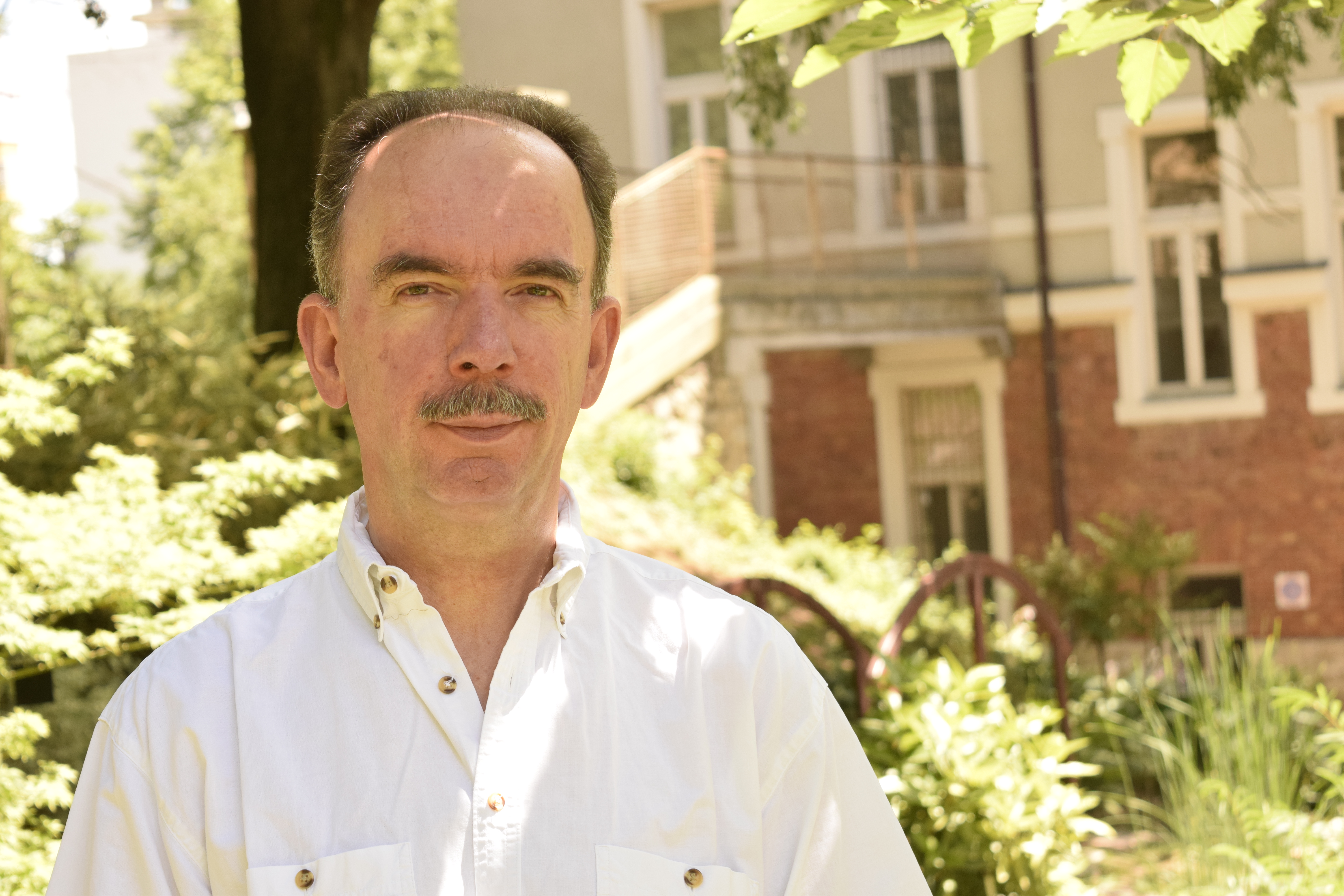
P. Müller Péter

Az általános és a középiskolát Pécsett végezte, harmadik osztálytól a Pécsett akkor indult első angol tagozatos osztályba járt a Jókai utcai Általános Iskolába. Középiskolai tanulmányait A Ciszterci Rend Nagy Lajos Gimnáziuma angol tagozatán folytatta, ott érettségizett 1974-ben. Dobos László igazgatása alatt a pécsi Liszt Ferenc Zeneiskolában hegedűt és szolfézst tanult. Hegedűtanára volt Vass Ágnes hegedűművész, szolfézstanára volt Agócsy Erika. A hegedű mellett a későbbiekben klasszikus gitár tanulmányokat folytatott.
Középiskolai évei során a gimnázium Ivasivka Mátyás vezette zenei együtteseinek mindegyikének tagja volt, a vonószenekarnak (hegedű), az Orff-együttesnek (gitár), a vegyeskarnak és a férfi vokálegyüttesnek. Ez utóbbi negyedikes korábban spirituálé feldolgozásait is műsorára tűzte. Tagja volt továbbá a gimnázium beatzenekarának, szólógitáros-énekes poszton. Diáktársaival megalapította a Chronica Ludovici iskolai újságot, melyben első publicisztikái megjelentek, Müller Péter néven illetve -- pmp – szignóval. Osztályfőnöke Rajczi Péter Pál volt.
A szegedi József Attila Tudományegyetem magyar-angol szakára tett sikertelen felvételijét követően előbb az Állami Biztosító ügyfélszerzője volt, majd 1975 februárjában szerződtette a Pécsi Nemzeti Színház az énekkar tenor szólamába. Ezen időszak alatt kóristaként szerepelt Verdi A trubadúr, Puccini Tosca, Leoncavallo Bajazzók, Mascagni Parasztbecsület című operáiban, és statisztált Szűts Bernát Istenek csatája, Hernádi Gyula Vérkeresztség című darabjaiban.
Az 1975-ben megismételt felvételijét követően átirányították a Pécsi Tanárképző Főiskola (PTF) magyar-angol szakára. Tanulmányai megkezdése előtt előfelvételisként sorkatonai szolgálatot teljesített.
Főiskolai tanulmányait 1976 szeptemberében kezdte meg Pécsett. 1977 tavaszán ő mutatta be az Irodalomtudományi Tanszék meghívására a PTF-re látogató Örkény Istvánt. A tanév végén Bécsy Tamás egyéni mentoráltja lett. 1977 őszén bekapcsolódott a Bókay Antal vezette Irodalomelméleti Szakkollégium munkájába, ennek keretében írta meg a következő években diákköri dolgozatait. Az 1979-es egri Országos Tudományos Diákköri Konferencián (OTDK) I. díjat nyert. Dolgozatát 1980-ban az MTA Irodalomtudományi Intézet Literatura (folyóirat, 1974–) című folyóirata közölte, az 1981-es szegedi OTDK-n három dolgozattal indult, melyekkel egy fődíjat, egy I. és egy III. díjat szerzett.
1977-ben bekapcsolódott a pécsi egyetemi újság, az Universitas munkájába, ahova rendszeresen írt tudósítást, útibeszámolót, színház-, könyv- és filmkritikát, vitacikket stb., egészen 1982 közepéig, egyetemi állásba kerüléséig.
1980-ban diplomázott a PTF magyar-angol szakán, és még ugyanebben az évben megkezdte az Eötvös Loránd Tudományegyemen a magyar kiegészítő szakot, amit 1982-ben végzett el. Egyetemi szakdolgozatának témavezetője Bécsy Tamás volt, aki a tanév végén meghívta az az év januárjában létrejött pécsi Janus Pannonius Tudományegyetem Irodalomtudományi Tanszékére gyakornoki állásba. 1982 augusztusa óta ennek az intézménynek és tanszéknek az oktatója.
1983-ban kezdett publikálni a Jelenkor és a Színház hasábjain (ekkor már P. Müller Péter néven). A Jelenkorban 1984-től írta a Pécsi színházi esték rovatot, amelyet Pályi András (író)-tól vett át. Az 1980-as évek közepén rendszeresen írt jegyzetet, glosszát a Dunántúli Naplóba, ahol 1988-89-ben (Parti Nagy Lajostól átvéve) heti rendszerességgel írta a Képernyő előtt című tv-kritika rovatot.

### Iskolái, tudományos fokozatai, címei
- Pécsi Tanárképző Főiskola (1980, magyar-angol szakos általános iskolai tanár)
- ELTE BTK (1982, magyar szakos középiskolai tanár)
- ELTE (1986, bölcsészdoktor, összehasonlító irodalomtudomány)
- MTA (1995, az irodalomtudomány kandidátusa)
- PTE (2003, habilitált doktor, irodalomtudomány)
- MTA (2010, az MTA doktora, színházelmélet)

## Státuszai
1982 óta tanít a felsőoktatásban. 1999. júniustól 2004. szeptemberig az Országos Színháztörténeti Múzeum és Intézet igazgatója, 2004. szeptembertől 2010. júliusig a PTE Bölcsészettudományi Kar (BTK) Modern Irodalomtörténeti és Irodalomelméleti Tanszékének vezetője. 2012. szeptembertől 2016. júniusig a PTE BTK tudományos dékánhelyettese. 1999-től 2004-ig a Színháztudományi Szemle, 2005. januártól 2010-ig az ECHO Pécsi kritikai szemle főszerkesztője. 2010. júliustól a Magyar Tudományos Akadémia (MTA) doktora, 2012-2015: az MTA Színház- és Filmtudományi Bizottsága elnöke, 2017-től: az MTA Irodalom- és Kultúratudományi Bizottságának tagja, 2014-től a SziTu – Színháztudományi Kiskönyvtár sorozat szerkesztője (Kronosz Kiadó), 2018. januártól 2025. januárig a PTE Irodalom- és Kultúratudományi Doktori Iskola vezetője.

## Magánélete
1983-ban kötött házasságot, felesége Berta Zita. Gyermekei: Müller Luca, Müller Bálint.

## Munkássága
Tudományos érdeklődésének homlokterében a dráma- és színháztörténet, illetve színházelmélet áll, önálló és szerkesztett köteteinek többsége, három és félszáz tanulmányának, kritikájának zöme is ezzel a területtel kapcsolatos. Háromszor egy-egy tanévig volt vendégprofesszor amerikai egyetemeken, kétszer a Cambridge-i, kétszer a Kenti Egyetem kutatói ösztöndíját nyerte el. Tanított, illetve előadást tartott Kolozsváron, Aalborgban, Amszterdamban, Cambridge-ben, Dubrovnikban, Jyväskylälében, Krakkóban, Prágában, San Marinóban, az Egyesült Államokban Bloomingtonban, Chicagóban, Clevelandben, Gainsville-ben (FL), Pittsburgh-ben, Washingtonban (DC).
Tanulmányai jelentek meg az Egyesült Államokban, az Egyesült Királyságban, Írországban, Franciaországban, Hollandiában, Németországban, Lengyelországban, Olaszországban, Csehországban, Szlovákiában, Horvátországban, Romániában. Ezek könyvészeti adatai a Magyar Tudományos Művek Tára weboldalon megtalálhatók.
Témavezetésével tíznél többen szereztek PhD-fokozatot a PTE Irodalom- és Kultúratudományi Doktori Iskolájában.

## Kötetei

### Önálló kötetei
- P. Müller Péter: A groteszk dramaturgiája. Budapest, 1990. Magvető Könyvkiadó. 160 old.
- P. Müller Péter: Sopianae színpadain. Pécs, 1992. Pannónia Könyvek. 217 old.
- Péter. P. Müller: Central European Playwrights Within and Without the Absurd: Václav Havel, Slawomir Mrozek, and István Örkény. Pécs, 1996. University Press Pécs. 114 old.
- P. Müller Péter: Drámaforma és nyilvánosság. A magyar dráma alakulása Örkény Istvántól Nádas Péterig. Budapest, 1997. Argumentum Kiadó. 182 old.
- P. Müller Péter: Hamlettől a Hamletgépig. Budapest, Kijárat Kiadó, 2008. 261 old.
- Péter P. Müller: Od rituala do medija: mađarska drama na prijelazu tisućljeća. Osijek, Matica hrvatska Ogranak Osijek, 2009. 169 old.
- P. Müller Péter: Test és teatralitás. Budapest, Balassi Kiadó, 2009. 329 old.
- P. Müller Péter: A maszktól a halálszínházig. Színházi írások. (Kritikai zsebkönyvtár 15.) Budapest, Kijárat Kiadó, 2010. 240 old.
- P. Müller Péter: A magyar dráma az ezredfordulón. Budapest, L’Harmattan, 2014. 172 old.
- P. Müller Péter: A szín/tér meghódítása. Színházi tanulmányok. Pécs, Kronosz Kiadó, 2015, 222 old.
- P. Müller Péter: Színház önmagán kívül. Pécs, Kronosz Kiadó, 2021. 342 old.

### Szerkesztett könyvei
- Színház és emlékezet. (Szerk. P. Müller Péter, Tompa Andrea) Budapest, OSZMI, 2002, 196 old.
- Collision. Essays on Contemporary Hungarian Drama. Péter P. Müller and Anna Lakos (eds.): Budapest, The Hungarian Theatre Museum and Institute, 2004, 192 old.
- A modern színház születése. (Szerk. P. Müller Péter) Budapest, OSZMI, 2004, 270 old.
- Thomka-symposion. Ünnepi kötet Thomka Beáta köszöntésére. (Szerk. Kisantal Tamás, Mekis D. János, P. Müller Péter, Szolláth Dávid) Pozsony, Kalligram, 2009, 490 old.
- A magyar színháztudomány kortárs irányai. (Szerk. Balassa Zsófia, P. Müller Péter, Rosner Krisztina) Pécs, PTE BTK – Kronosz, 2012, 157 old.
- „Fenn és lenn”. Tanulmányok Herczeg Ferenc születésének 150. évfordulójára. (Szerk. Gazdag László – P. Müller Péter) Pécs, Kronosz Kiadó – Magyar Történelmi Társulat, 2014, 208 old.
- Hiány, csonkítás, kihúzás, elhallgatás a drámában és a színpadon. (Szerk. P. Müller Péter – Balassa Zsófia – Görcsi Péter – Neichl Nóra) Pécs, Kronosz Kiadó, 2014, 330 old.
- Rendezett tér. Be-, át-, szét-, megrendezett terek a kortárs színházban és drámában. (Szerk. Balassa Zsófia – Görcsi Péter – Pandur Petra – P. Müller Péter – Rosner Krisztina) Pécs, Kronosz Kiadó, 2015. 244 old.
- Thienemann Tivadar és a mai szaktudományok: Írások születése 125. évfordulójára. (Szerk. P. Müller Péter) Pécs, Kronosz Kiadó, 2016. 192 old.
- A színpadon túl. Az alkalmazott színház és környéke. (Szerk. Görcsi Péter, P. Müller Péter, Pandur Petra, Rosner Krisztina) Pécs, Kronosz Kiadó, 2016. 262 old.
- Színházi politika # politikai színház. (Szerk. Antal Klaudia, Pandur Petra, P. Müller Péter) Pécs, Kronosz Kiadó, 2018. 306 old.
- Kontaktzónák. Határterületek a színház mentén. (Szerk. P. Müller Péter, Egri Petra, Kvéder Bence Gábor, Németh Nikolett Anna) Pécs, Kronosz Kiadó, 2019. 268 old.
- Színház és technológia. (Szerk. Deres Kornélia, Imre Zoltán, Mátravölgyi Dorottya, P. Müller Péter) Pécs, Kronosz Kiadó, 2023. 294 old.

## Díjai
- 1979: első díj az Országos Tudományos Diákköri Konferencián
- 1981: fődíj és első díj az Országos Tudományos Diákköri Konferencián
- 1983: első díj a Janus Pannonius Tudományegyetem oktatói tudományos pályázatán
- 1989: Pro Scientia Érem és Miniszteri Dicséret, Művelődési Minisztérium
- 1989: a Soros Alapítvány útiköltség támogatása Dubrovnikba
- 1989: első díj a Liget folyóirat esszé pályázatán
- 1990: az Eötvös Alapítvány útiköltség támogatása az USA-ba
- 1992: egyéni kutatói ösztöndíj, The Central European University (12 hónap)
- 1992: a Soros Alapítvány útiköltség támogatása Aalborgba
- 1992: a Pro Pannonia Alapítvány könyvtámogatási ösztöndíja
- 1993-1994: Fulbright ösztöndíj, USA (10 hónap)
- 1996: kutatói ösztöndíj, University of Cambridge, UK
- 1996: a Soros Alapítvány útiköltség támogatása az Egyesült Királyságba
- 1998-2001: Széchenyi Professzori Ösztöndíj (4 év)
- 1999: kutatói ösztöndíj, University of Cambridge, UK
- 2000: tudományszervezői díj, MTA PAB
- 2009: a Baranya megyei Önkormányzat Tudományos Díja
- 2010: a 2009. év Kiemelkedő Szellemi Alkotása Díj, Pécsi Tudományegyetem
- 2013: Campus Hungary oktatói ösztöndíj, Újvidéki Egyetem Magyar Tanszék, Szerbia
- 2014:  Campus Hungary kutatói ösztöndíj, University of Kent, UK
- 2015: A Magyar Felsőoktatásért Emlékplakett, Emberi Erőforrások Minisztériuma
- 2015: Campus Hungary kutatói ösztöndíj, University of Kent, UK
- 2016-2017: Fulbright ösztöndíj, USA (10 hónap)
- 2022: Magyar Érdemrend Tisztikereszt
- 2024: Pro Facultate Díj, Pécsi Tudományegyetem BTK